# Pöppelsche
Die Pöppelsche ist ein strukturreicher Bach im Kreis Soest in Nordrhein-Westfalen, Deutschland. Sie fließt von Anröchte-Effeln gen Norden und mündet bei Lippstadt-Bökenförde in die Gieseler. Als so genannte Schledde in der Nordabdachung des Haarstrangs ist die Pöppelsche ein Temporärgewässer, das im Verlauf bis zum Dauerquellhorizont in Höhe der B 1 an über 250 Tagen im Jahr trockenfällt. Im Winter führt der in verkarstetem Gebiet verlaufende Bach fast immer Wasser, im Sommer fließt dieses überwiegend unterirdisch durch den klüftigen Kalkuntergrund.

## Naturschutz

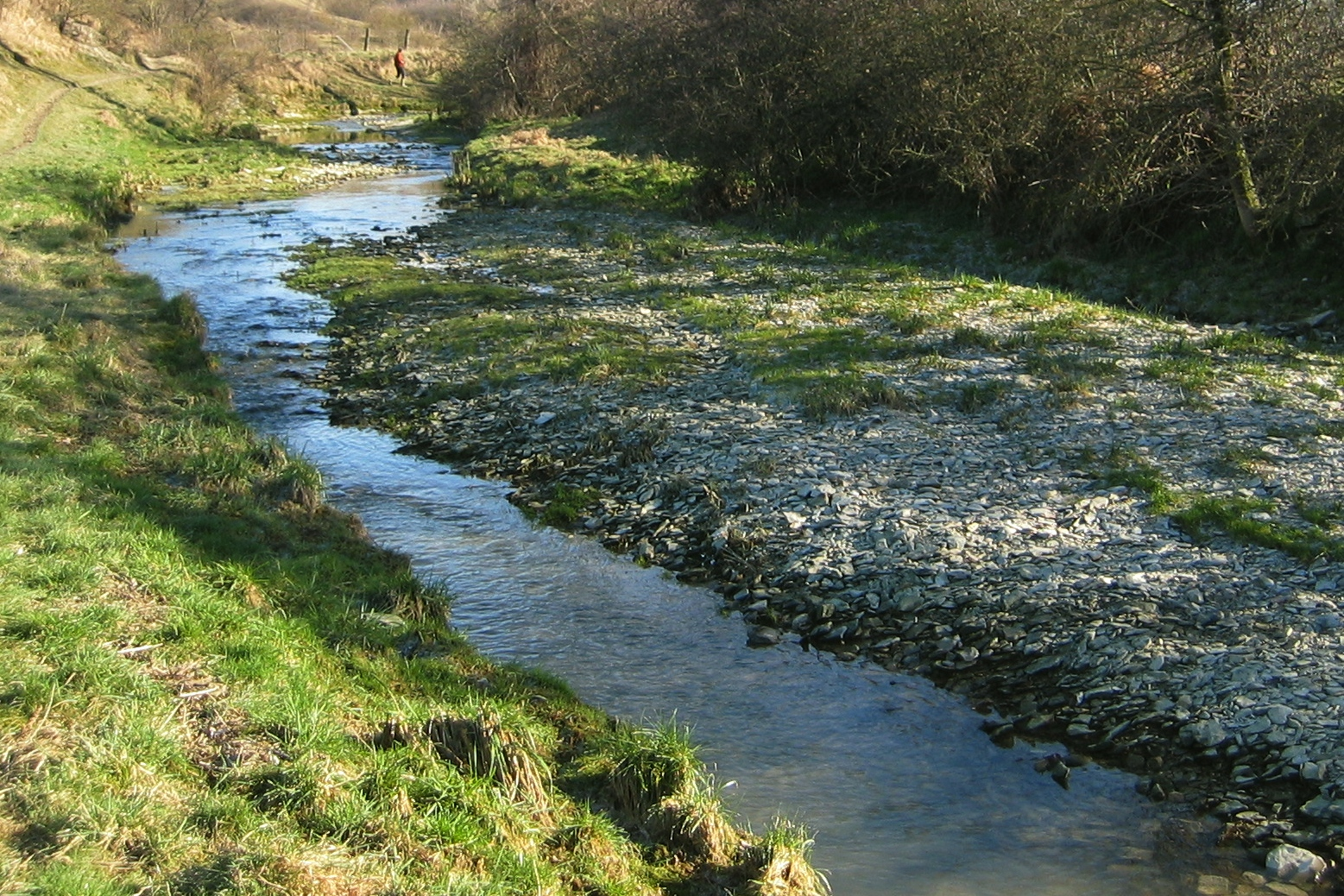
Trockengefallene Schotterbank im Winter

1978 wurde Pöppelschetal als gemeindeübergreifendes und gut 450 ha großen Naturschutzgebiet mit Namen Naturschutzgebiet Talsystem der Pöppelsche mit Hoinkhauser Bach ausgewiesen.

## Wassersport
Für die gesamte Pöppelsche gilt ein ganzjähriges Befahrungsverbot. Lediglich für ortsansässige Vereine bestehen Sonderregelungen. Kanufahrten auf der hochwasserführenden Pöppelsche gelten als schwierig.